# Wayne Clarke
Wayne Clarke (* 28. Februar 1961 in Willenhall) ist ein ehemaliger englischer Fußballspieler. Der Stürmer begann als letzter von fünf profifußballspielenden Brüdern seine Laufbahn bei den Wolverhampton Wanderers und feierte beim FC Everton mit dem Gewinn der englischen Meisterschaft 1987 den größten Erfolg.

## Sportlicher Werdegang

### Wolverhampton Wanderers (1978–1984)
Nachdem bereits vier ältere Brüder den Weg ins Profifußballgeschäft eingeschlagen hatten und Wayne im Alter von elf Jahren den Siegtreffer von Bruder Allan Clarke für Leeds United im FA-Cup-Finale gegen den FC Arsenal in Wembley miterlebt hatte, ging auch der jüngste Sprössling auf den ähnlichen Pfaden. Im Alter von 15 Jahren schloss sich Wayne Clarke im Juni 1976 der Jugendabteilung der Wolverhampton Wanderers an und galt als Auswahlspieler für die englische Schülernationalmannschaft als großes Talent. Schnell arbeitete er sich in die Reservemannschaft hoch und erhielt im März 1978 den ersten Profivertrag bei den „Wolves“.
Obwohl er in der Stürmerrangordnung noch hinter Spielern wie Mel Eves, John Richards und Billy Rafferty zurückstand, ermöglichte ihm Trainer Sammy Chung nach bereits zwei Ligakurzeinsätzen anstellte von Rafferty gegen Ipswich Town im September 1978 sein Debüt in der Startelf. Zwar ging die Partie gegen den amtierenden FA-Cup-Sieger mit 1:3 verloren, aber Clarke behielt fortan seinen Platz und schoss gegen die Queens Park Rangers das erste Meisterschaftstor. Als die Wolves zur neuen Saison 1979/80 mit Andy Gray einen weiteren Stürmer verpflichteten, schienen sich Clarkes Perspektiven zu verschlechtern, aber mit 16 Ligaeinsätzen blieb er weiterhin im erweiterten Kreis der Mannschaft. Beim 1:0-Finalsieg im Ligapokal 1980 gegen Nottingham Forest kam er jedoch trotz einer Kadernominierung nicht zum Einsatz. Auch in der folgenden Saison 1980/81, als mit Rückkehrer Norman Bell weitere Konkurrenz aufkam, blieb er dem Klub weiter erhalten und entwickelte sich ungeachtet dessen immer mehr zum Stammspieler. Der sportliche Durchbruch erfolgte schließlich in der Spielzeit 1982/83, nachdem der Klub im Jahr zuvor in die Zweitklassigkeit abgestiegen war.
In der Second Division traf Clarke in zwölf Ligaspielen, war damit hinter Eves zweitbester Torschütze und verhalf seinem Klub über den Gewinn der Vizemeisterschaft zur Rückkehr in die englische Eliteklasse. Dort konnten sich die Wolves jedoch ein weiteres Mal nicht halten und stiegen auf direktem Weg wieder in die zweite Liga ab. Clarke entschloss sich daraufhin zu wechseln und heuerte im August 1984 für eine Ablösesumme von 80.000 Pfund beim Lokalrivalen Birmingham City an, das ebenfalls zu den Erstligaabsteigern der abgelaufenen Saison gezählt hatte.

### Birmingham City & FC Everton (1984–1989)
Dass der Wechsel nach Birmingham die richtige Entscheidung war, zeigte sich schnell, denn während Wolverhampton als Schlusslicht der Second Division in die dritte Liga durchgereicht wurde, gelang den „Blues“ die sofortige Rückkehr in die First Division und mit 17 Ligatreffern in der Saison 1984/85 hatte „Toptorjäger“ Clarke daran maßgeblichen Anteil. In der Spielzeit 1985/86 hatte er häufig mit kleineren Verletzungen und Sperren zu kämpfen. Er schoss lediglich fünf Tore und musste am Ende bereits zum dritten Mal in seiner noch jungen Karriere einen Erstligaabstieg begleiten. Er blieb seinem Klub zunächst treu und entwickelte sich wieder zum gewohnten Torjäger, bevor das gleichsam um den Klassenerhalt und mit einer finanziellen Drucksituation kämpfende Birmingham City einem Transfergesuch des FC Everton nachkam. Gemeinsam mit dem zumeist in der Reservemannschaft stürmenden Stuart Storer wechselte Clarke schließlich zu den „Toffees“ und sorgte dafür, dass im März 1987 etwa 300.000 Pfund in die klamme Kasse der Blues gespült wurden. In diesem Zusammenhang erhob die Klubführung von Ex-Klub Wolverhampton Wanderers Vorwürfe in Richtung Birmingham Citys, dass durch die Transferbündelung der Wert von Storer als zu hoch und damit der von Clarke als zu gering taxiert und folglich die bestehende Weiterverkaufsklausel der Wolves wertgemindert wurde.
In Everton traf Clarke, der vordergründig als kurzfristiger Ersatz für Graeme Sharp verpflichtet worden war, auf seinen ehemaligen Mitspieler Andy Gray und in zehn Ligapartien gelangen ihm fünf Tore – darunter der 1:0-Siegtreffer beim FC Arsenal und alle drei Tore zum 3:0 gegen Newcastle United. Am Ende gewann er mit seinem neuen Klub die englische Meisterschaft und in der anschließenden Charity-Shield-Partie schoss er den Treffer zum 1:0-Sieg gegen Coventry City. Es war der Auftakt zum ertragreichsten Erstligajahrs in der Karriere von Wayne Clarke, als ihm in der Saison 1987/88 zehn Ligatore gelangen. Die Nachhaltig blieb danach aber aus und die Spielzeit 1988/89 markierte letztlich Clarkes Ende in Everton. In 20 Meisterschaftsspielen stand er nur zwölfmal in der Startformation und im Juli 1989 wechselte er im Tausch für Mike Newell zum Zweitligisten Leicester City.

### Letzte Karrierestationen (1989–1996)
Clarkes Aufenthalt in Leicester war nur von kurzer Dauer und nach nicht einmal einem halben Jahr und zwölf Pflichtspieleinsätzen kehrte er im Januar 1990 für 500.000 Pfund in die erste Liga zu Manchester City zurück und traf dort auf Trainer Howard Kendall, der ihn bereits zum FC Everton „gelotst“ hatte. Aber auch dort gelang es ihm nicht, einen Stammplatz zu ergattern, zumal Kendall – wie bereits zuvor beim FC Everton – den Verein kurz nach seiner Verpflichtung den Klub verließ. Stattdessen liehen ihn die „Citizens“ in der Saison 1990/91 gleich zweimal an Drittligisten aus. Dabei war besonders die erste Station ab Oktober 1990 bei Shrewsbury Town mit sechs Toren aus sieben Ligaspielen äußerst erfolgreich; beim zweiten Ausflug ab März 1991 für Stoke City standen am Ende neun Meisterschaftsbegegnungen und drei -tore zu Buche. Es folgte im September 1991 eine kurze Rückkehr nach Wolverhampton, wo er schnell als möglicher Sturmpartner für Steve Bull gehandelt wurde. Aber nach bereits 20 Minuten im ersten und einzigen Spiel für die Wolves zog er sich eine Rippenverletzung zu, die sich sogar auf einen Lungenflügel auswirkte, und die dazu führte, dass er vorzeitig nach Manchester zurückberufen wurde. Die aktive Laufbahn in den obersten Spielklassen ging offensichtlich ihrem Ende entgegen und so wechselte er im Sommer 1992 ablösefrei zum Viertligisten FC Walsall.
Wayne Clarke war nach seinen Brüdern Derek, Allan und Kelvin bereits der vierte aus seiner Familie, der Profifußball für die „Saddlers“ spielte und mit 21 Ligatoren in der Saison 1992/93 führte der neue Torjäger den Klub in die Play-off-Spiele. Diese gingen dann bereits im Halbfinale gegen Crewe Alexandra deutlich mit 1:5 und 2:3 verloren und zur folgenden Spielzeit 1993/94 wechselte Clarke zum Lokalrivalen, Ligakonkurrenten und zur Ex-Leihstation Shrewsbury Town. Mit den vom ehemaligen Wolverhamptoner Torhüter Fred Davies trainierten „Shrews“ gewann der Neuzugang in seinem ersten Jahr die Viertligameisterschaft und holte damit seinen verpassten Aufstieg des Vorjahres nach. Mit elf Toren war Clarke hinter Dean Spink zweitbester Torjäger und wie schon in Walsall etatmäßiger Elfmeterschütze. In der letzten Profisaison 1994/95 hatte Clarke ab November 1994 mit einer Reihe von kleineren Verletzungen zu kämpfen. Zwar schoss er noch einmal zwölf Pflichtspieltore, aber im Sommer 1995 wurde sein auslaufender Vertrag nicht weiter verlängert.
Unmittelbar darauf übernahm er in der Football Conference die Funktion des Spielertrainers bei Telford United und hielt diese bis zu seinem Rücktritt im November 1996 inne.

## Titel/Auszeichnungen
- Englische Meisterschaft (1): 1987
- Charity Shield (1): 1987